# George Seaton
George Seaton (South Bend, 17 april 1911 – Los Angeles, 28 juli 1979) was een Amerikaans filmregisseur, producent en scenarioschrijver.

## Levensloop
George Seaton werd geboren in Indiana als George Stenius. Hij begon zijn loopbaan als radio-omroeper in Detroit. In 1933 ging hij aan de slag bij de filmstudio MGM als scenarioschrijver. Hij was later ook werkzaam bij de filmmaatschappijen Columbia, 20th Century Fox en Universal. Vanaf 1945 begon hij zelf films te regisseren. In 1954 won hij de Oscar voor beste bewerkte scenario voor de dramafilm The Country Girl. Hij werd voor die rolprent ook genomineerd voor de Oscar voor beste regie. In 1947 won hij de Oscar voor beste bewerkte scenario opnieuw met de kerstfilm Miracle on 34th Street.
Seaton stierf in 1979 op 68-jarige leeftijd aan kanker in Los Angeles.

## Filmografie

### Regie
- 1945: Diamond Horseshoe
- 1945: Junior Miss
- 1947: The Shocking Miss Pilgrim
- 1947: Miracle on 34th Street
- 1948: Apartment for Peggy
- 1949: Chicken Every Sunday
- 1950: The Big Lift
- 1950: For Heaven's Sake
- 1952: Anything Can Happen
- 1953: Little Boy Lost
- 1954: The Country Girl
- 1956: The Proud and Profane
- 1957: Williamsburg: The Story of a Patriot
- 1958: Teacher's Pet
- 1961: The Pleasure of His Company
- 1962: The Counterfeit Traitor
- 1963: The Hook
- 1964: 36 Hours
- 1968: What's So Bad About Feeling Good?
- 1970: Airport
- 1973: Showdown

### Scenario
- 1934: Student Tour
- 1935: The Winning Ticket
- 1937: A Day at the Races
- 1940: The Doctor Takes a Wife
- 1940: The Thing Called Love
- 1941: That Night in Rio
- 1941: Moon Over Miami
- 1941: Charley's Aunt
- 1942: The Gentlemen from West Point
- 1942: The Magnificent Dope
- 1943: The Meanest Man in the World
- 1943: Coney Island
- 1943: The Song of Bernadette
- 1944: The Eve of St. Mark
- 1945: Diamond Horseshoe
- 1945: Junior Miss
- 1946: The Cockeyed Miracle
- 1947: The Shocking Miss Pilgrim
- 1947: Miracle on 34th Street
- 1948: Apartment for Peggy
- 1949: Chicken Every Sunday
- 1950: The Big Lift
- 1950: For Heaven's Sake
- 1952: Anything Can Happen
- 1953: Little Boy Lost
- 1954: The Country Girl
- 1956: The Proud and Profane
- 1962: The Counterfeit Traitor
- 1964: 36 Hours
- 1968: What's So Bad About Feeling Good?
- 1970: Airport

### Productie
- 1951: Rhubarb
- 1952: Aaron Slick from Punkin Crick
- 1952: Somebody Loves Me
- 1954: The Bridges at Toko-Ri
- 1957: The Tin Star
- 1959: But Not for Me
- 1960: The Rat Race
- 1962: The Counterfeit Traitor
- 1968: What's So Bad About Feeling Good?
- 1973: Showdown